# Corrupted Blood事件
Corrupted Blood事件（コラプテッドブラッドじけん　英:Corrupted Blood incident）は、『World of Warcraft』というMMORPGにて2005年9月13日に始まって1週間続いた仮想現実上のパンデミックである。
この感染流行は、ズルグルブ（Zul'Gurub）という新たなレイドとその最終ボスである血神ハッカル（Hakkar the Soulflayer）の導入から始まった。遭遇して攻撃された際、ハッカルはヒットポイント減少と高い伝染性を持つ「Corrupted Blood（穢れた血）」と呼ばれるデバフ呪文を掛けてくる。
この呪文はズルグルブ域内でのみ数秒間持続して機能するよう意図されたものだったが、ペットやミニオン（召喚すると一緒に戦ってくれる補助的な仲間）がその意図された制限範囲外でも受難を被ってしまうという不具合があり、このルートで仮想世界中に広がった。偶発および後には故意の両方によって、パンデミックは低レベルのキャラクターをあっという間に死に至らしめ、通常のゲームプレイが劇的に変わって、プレイヤー達は感染を避けるためにできることを実行した。プログラマーが施した検疫や人口密度の高い都市の放棄（あるいはゲームをプレイしない）といった措置にもかかわらず、相次ぐパッチと仮想世界のリセットがようやく蔓延を制御するまでパンデミックは継続した。
この事件の状況や対応は、人間の集団が現実世界の感染流行にどう反応するかという含蓄により疫学者の注目を集めた。

## 経緯
2005年9月13日、ブリザード・エンターテイメント社が新たなアップデートの一環としてゲーム内にズルグルブと呼ばれる新しい上級者向けレイドを導入した時に、この感染が始まった。同レイドの最終ボスである血神ハッカルは、血を操ることでプレイヤー達を感染させたり自己回復する能力を持っていた。Corrupted Blood（穢れた血）と呼ばれるデバフを使用して意図的に自分の血液を毒に変えると、それが時間経過とともにプレイヤーに相当なダメージを与えてくる。しかもCorrupted Bloodは付近のキャラクター間で感染するので数秒のうちに低レベルのキャラクターを殺傷してしまう。一方で、高いレベルのキャラクターはこれに耐えて生き残ることが可能だったことに加え、このデバフは時間経過やキャラクターの死亡によって消滅する筈であった。
実際は、プログラム上の不備により、ハンターやウォーロックなどのペットを、Corrupted Bloodに感染した状態で戻してしまうと、再召喚された時にそのペットが引き続きデバフを有効維持する仕様になっていた。このデバフはショップ店員などのノンプレイヤーキャラクターにも有効であり、基本的には戦闘以外の方法で死なないように設計されていた彼らはプレイヤーキャラクターにCorrupted Bloodをうつすことができてしまったため、デバフの無症候性キャリアおよび病原媒介者となってしまった。また、同作においては移動が容易であるため、ウイルスに感染した高レベルのキャラクターが買い出しなどのために都市部など人口の多いエリアへ移動したことも、感染拡大の一因となった。
少なくともゲームサーバの3台が影響を受け、討議フォーラムの投稿者達から、ゲームの中の町や都市の道路に何百もの遺体が横たわっているという目撃情報が寄せられた。ゲーム内での死は、しばらく後にキャラクターが復活するので恒久的ではないものの、このような死に方はプレイヤーキャラクターにとって不利であり、不便さを引き起すこととなる。
流行感染の最中、通常のゲームプレイは中断された。パニックが起きて大きな町や都市は人々に見捨てられ、生存プレイヤー達は、死亡したプレーヤーキャラクターであふれた都市部から、比較的安全な田舎へと殺到した。
プレイヤー達の反応は様々だったが、現実世界の振る舞いと似ていた。治癒能力を有する一部のキャラクターは自発的に治療行為を行い、救助できない一部の低レベルなキャラクターは感染した地域から立ち去るよう他の人達に指示し、非感染地域に逃避するキャラクターもいれば、Corrupted Bloodを他人に蔓延させようとしたキャラクターもいた。ゲーム内プレイヤー達は、自分の幸福に実際のリスクがあるかのように対応した。ブリザード社はCorrupted Bloodを食い止めるべく自主的な検疫実施を試みたが、一部のプレイヤーはそれを真剣に受け止めず、この大混乱に乗じてくるプレイヤーもいたため、うまくいかなかった。それなりのセキュリティ対策だったにもかかわらず、召喚可能なペットにCorrupted Bloodを感染させたりして（一部の）プレイヤー達がそれを台無しにしてしまった。
ブリザード社は、サーバーのハードリセット実行と修正パッチ適用による問題解決に踏み切った。2005年10月8日、ブリザード社はペットをCorrupted Bloodに感染できないようにさせ、それによってズルグルブ外部では存在できなくなった。

### 反応
感染発生当時、『World of Warcraft』は世界中に200万人以上のプレイヤーがいた。ブリザード社がこの感染爆発についてコメントする前、それが意図的なものなのか技術的欠陥なのかという議論があった。同社フォーラム上では、どれほど現実離れした出来事であったかについて投稿者達がコメントしており、それを「疫病がIronforge（ゲーム内の都市名）を一掃した日」と呼んでいた。World of Warcraftファンサイトの編集者はそれを最初の正常な世界的イベントと記述した。事件発生後、ブリザードには「なぜ自分達が死んでばかりなのか」という抗議の電話がいくつか寄せられ、問題が修正されるまでこのゲームで遊ぶのをやめたプレイヤーもいた。ハードリセットはGamasutraに「愚鈍な結末」と評された。
悪意からCorrupted Bloodを蔓延させた人々は、SecurityFocus編集者ロバート・レモスに『World of Warcraft』のテロリストだと評された。
『World of Warcraft』のゲームデザイナーであるジェフリー・キャプランは、この事件が将来起こりうる現実の出来事に対するアイデアを彼らに与えたと述べた。同作品のセキュリティ独立顧問であるブライアン・マーティンは、それがプレイヤー達やブリザード開発側も予期しなかった原動力をゲーム内にもたらし、制御されたオンライン環境であっても予期せぬ結果が生じうることを人々に思い出させたとコメントした。また彼はそれをコンピュータウイルスと比較して、そこまで深刻ではないもののソースコードが与えうる影響の大きさや、実施する予防措置に関係なく自分達が常に安全だとは限らないことを人々に思い出させた、と述べた。

## 現実世界の研究モデル

### 流行感染の研究モデル
2007年3月、ネゲヴ・ベン＝グリオン大学の疫学者ラン・D・バリサールは、この感染爆発と当時のSARSおよび鳥インフルエンザの感染爆発との類似点を説明する記事を学術誌『Epidemiology（疫学）』に掲載した。バリサールは、感染症伝播をモデル化するための高度なプラットフォームとしてロールプレイングゲームが役立ちうることを示唆した。学術誌『サイエンス』のフォローアップ記事では、Second Lifeのゲームがこれら研究のための別のプラットフォームになりうると示唆された。アメリカ疾病予防管理センターはブリザード・エンターテインメントに連絡を取って流行感染研究用にこの出来事の統計資料を要請したが、それは不具合だと言われた。
Corrupted Blood事件は病気の起源および制御の魅力的にして偶発的な事例研究モデルだと、ボルチモア (メリーランド州)でのGames for Health会議でGamasutraにより説明された。彼らは、それが遠隔の無人地域で始まって旅行者により人口の多い地域へと伝播した点で、実在する感染流行と比較した。宿主が人間と動物の両方である鳥インフルエンザと比較してみると、近接接触を介したヒト感染であったり、感染しているのに無症候な人達（Corrupted Bloodの場合はノンプレイヤーキャラクター）などの共通点が見られた。しかしながら、現実世界の流行感染とは異なる要素も幾つかあった。疫学者に考慮されなかった感染流行モデルの側面の一つが好奇心で、これはいかにプレイヤーが感染地域に突進してその感染を目撃してその後飛び出していくかを説明するものだった。これは現実世界の行動だと、特にジャーナリストが事件を報道取材してその地域を離脱する手法に該当するものとされた。
2007年8月、タフツ大学の公衆衛生・家庭医学助教授であるニーナ・フェファーマンは、生物学的伝染病との類似性を挙げてこの事件の研究を呼びかけた。幾人かの科学者は、参考としてバーチャルな対象を用いることで人々が環境病原体にどのように反応するかを研究したいと考えている。その後、彼女はノースカロライナ大学院生エリック・ロフグレンと共に、感染爆発の疫学的モデルや疾患モデルの含蓄について議論した論文を『Lancet Infectious Disease』に共同執筆した。彼女は 2008年のボルチモアでのGames for Health会議と2011年のGame Developers Conferenceでこの事件について話し、大規模なマルチプレイヤーオンライン人口がより伝統的な流行感染モデルに固有の問題をどのように解決できるかを語った。
フェファーマンは、3つの基本モデルには長所と短所があるものの行動上の重要な前提を形成していると付言した。彼女はまたCorrupted Bloodをマウスでの薬物試験と比較して「本当に素晴らしい第一段階」「これらが私のマウスであり、これが私の新たな実験の設定であって欲しい」と述べた。彼女はゲームに導入される新しい病気の設計に興味を示し、それで彼女はどういったリスクが見られるか、どのように噂が広まるか、公衆衛生の通知がどのように扱われるかを研究することが可能になった。彼女によれば、ブリザード社は感染爆発の当初にそうした通知を出していたが、その問題に効果的に対処できなくなるにつれて、立場を変え続けていったという。『World of Warcraft』は戦闘中に健康上の課題（ステータス変化）に対処するものであり、また中世に時代設定されたゲームならそうした健康上のリスクがあった（としても不思議ではない）ので、この感染爆発がゲームプレイを台無しにしたとは考えていない、と彼女はコメントした。彼女は『World of Warcraft』と似たゲームでシミュレーションを実施することを希望し、他の開発者と連絡を取っている。
ペンシルベニア大学の人口生物学および疫学の教授であるゲイリー・スミスは、宿主の行動を考慮に入れた病気伝播の数学的モデルは非常に少ないとコメントしたが、仮想モデルがどのくらい現実の代わりになるのかについては疑問を呈した。この病気の特徴は事前に定義可能な点だが、その研究は現実の病気の感染爆発で実施されたもののと同じくらい観察的であると彼は述べた。インペリアル・カレッジ・ロンドンにあるMRCグローバル感染症分析センター所長のニール・ファーガソンはこの考えに懐疑的で、そのような研究は純正な行動を正しく模倣できないとコメントした。彼は、ゲームのキャラクターは再生復活可能であり、これは感染する際のリスクが低いことを意味すると付け加えた。『World of Warcraft』などのオンラインゲームは科学者が流行感染を研究する際の補助として設定できうるが、ゲームの主な用途は娯楽なのでそこには常に限界がある、と彼は感じていた。

### テロリズム研究モデル
Corrupted Blood事件の分析で、テロリズム情報研究センターの副所長チャールズ・ブレアはテロリスト細胞がどのように形成され稼働するかを研究するための強力な新しい方法を『World of Warcraft』が提供可能だと発言した。当機関は既にテロリスト戦術を研究するためにコンピュータモデルを活用しているが、『World of Warcraft』では制御可能な仮想世界の中でリアルな決断を下していく現実の人々がいるので、より現実的なモデルを軍事情報アナリストに提供可能である、とブレアは説明した。 
イェール大学のテロ専門家スチュアート・ゴットリーブは、感染爆発は興味深くて時代に関連しているものの、ビデオゲームに基づいてテロ対策戦略をするつもりはないと認めた。この事件を分析することは現実世界におけるテロリズムの複雑な根本原因に光を当てうるものだが、仮想設定ではテロリストと民間人双方の利害関係が低下するとして、ゴットリーブは懐疑的な見方を表明した。すなわち、これは記事の編集者がコメントしたことだが「ゲームをテロ分析ツールとして使う際の最大の弱点は『World of Warcraft』での死がせいぜい不愉快な事」に過ぎない点である。
ブリザード社は『World of Warcraft』が第一にそもそもゲームであり、現実世界における現実性や何かを反映するためにそれが設計されたことは決してない、との立場を主張している。

### COVID-19パンデミックとの比較
Corrupted Blood事件はCOVID-19のパンデミックと比較されており、Corrupted Bloodのパンデミックを研究した疫学者は、コロナウイルスの蔓延（主にその社会学的要因）をより理解するためにこの事件の研究を活用している。疫学者でCorrupted Bloodに関する研究論文の共同執筆者であるエリック・ロフグレンはPC Gamer誌のインタビューで「人々が公衆衛生上の緊急事態に対応する時、それらの対応はどのように物事の流れを本当に形作るであろうか。しばしば我々は、感染流行をある種の人々に起こる物事だと見なしている。ウイルスがいて、それが物事を起こしている。しかし、人々の間に蔓延しているのは本当にウイルスなのか、どのように人々が相互作用して振る舞うのか、また権威者に従うのか従わないのか、それら全てが非常に重要なことである。そしてまた、これらの物事は非常に混沌としている。「ああ、誰もが検疫する筈です、大丈夫でしょう」と本当には予測しえない。彼ら（全員）がやってくれるとは限らない」と述べた。
プレイヤーが意図的に他の人にCorrupted Bloodを蔓延させるといった愉快犯行動（グリーフィング）は、現実世界の根幹欠落だと批判されているCorrupted Blood研究の側面の一つであった。ロフグレン博士はコロナウイルスの流行感染をきっかけに「ゲーマーと科学者双方の多くの人々から得た批判の一つが、愉快犯行動という考えの行き過ぎである。[中略]（ゲーム内の）愉快犯行動は、どうにも現実世界で起こるものと本当に同質ではない。人々は意図的に病気を他の人達にうつすことはしない。それから、彼らが「意図的に」病気を他の人達にうつすことはないだろうが、病気をうつしてしまう可能性を勝手に無視してしまう点ではかなり近いものがある。あなたは「ああ、これは大したことじゃない、私は自分の行動を変えるつもりはない」みたいな人々を目撃するようになる。[中略]流行感染は社会的問題である。[中略]ある深刻な事象を最小限に捉えてしまうことが、ある種の現実世界の愉快犯行動である」と表明した。
Corrupted Blood事件は唐突に起こって広範囲に及んだ。ロフグレンはこの唐突さが本当のパンデミックの性質だと説明して「Corrupted Bloodはこの予期せぬブラックスワンな出来事であった。我々はこれ（コロナウイルス）を仮に想定外なものとして扱っているが、自然は人々に病気をもたらすのが実は得意だ」と述べた。Corrupted Blood研究の共同執筆者ニーナ・フェファーマンは、この事件は特に「人々が脅威をどのように認識し、その認識の違いが彼らの振る舞いをどのように変えるか」を例示していると述べた。そのほかソーシャルメディア上で人々がどのように脅威を議論するのかについては「自分の仕事の多くがリスク認識の社会的構築モデルを組み立てようとするものだが、World of WarcraftのプレーヤーがCorrupted Bloodについてリアルタイムで行なった議論やその議論から組み立てた理解に基づいてゲーム内で彼らがどう行動するのかについて、もしも自分が時間を費やして考えたことが無かったら、このモデルがそんな簡単に頭に浮かんできたとは自分には思えない」と述べた。